# Xanthe (Marte)
Xanthe  è una caratteristica di albedo della superficie di Marte.